# Alto Pass
Alto Pass – wieś w Stanach Zjednoczonych, w stanie Illinois, w hrabstwie Union.